# Sportanlage der Hüttenwerker
El Sportanlage der Hüttenwerker es un estadio multiusos ubicado en la ciudad de Eisenhüttenstadt en Brandeburgo, Alemania. Hasta 2016 era la sede del FC Stahl Eisenhüttenstadt y desde 2016 es la sede del FC Eisenhüttenstadt. El estadio está ubicado en Waldstraße en Eisenhüttenstadt, en la parte noroeste de la ciudad, en el distrito de Schönfließ. La instalación está rodeada al este y al oeste por campos de fútbol, al sur por edificios residenciales y al norte por la planta metalúrgica.

## Historia
Los orígenes del estadio se remontan a 1928 cuando se construyó una instalación deportiva en Schönfließ. En 1950 la ciudad se incorporó a la ciudad de Fürstenberg (Oder) (en 1961 pasó a formar parte de Eisenhüttenstadt) y la planta metalúrgica Eisenhüttenkombinat Ost (EKO) reconstruyó la instalación, que se encuentra justo al lado de la acerería, para satisfacer las necesidades del recién creado club FC Stahl Eisenhüttenstadt. En 1969, con motivo del ascenso del FC Stahl Eisenhüttenstadt a la categoría más alta de las competiciones de fútbol de Alemania Oriental, la DDR Oberliga, el estadio se amplió a 10.000 asientos. La última modernización de las instalaciones tuvo lugar en 1990.
En las temporadas de 1969/1970, 1989/1990 y 1990/1991 el estadio de la acerería acogió partidos de fútbol de la DDR Oberliga. En la temporada 1969/1970 los partidos del FC Stahl Eisenhüttenstadt atrajeron entre 3.000 y 10.000 espectadores (como los partidos contra Chemie Leipzig y Vorwärts Berlin ). En las temporadas 1989/1990 y 1990/1991 los partidos atrajeron entre 1.350 y 8.500 aficionados.
El estadio también acogió partidos de la Copa de Alemania Oriental, la Copa de Alemania Oriental, y el mayor público, que fue de 3.800 espectadores, se dio en el partido de semifinales de 1991 entre los anfitriones y el 1. FC Union Berlin.  Además se celebraron partidos de la Copa de Alemania, entre ellos el partido de Stahlia contra el Hertha Berlín en la temporada 1997/1998, que fue visto por 5.300 aficionados, y contra el Werder Bremen en la temporada 2002/2003 cuando 5.000 aficionados acudieron al estadio.
En la temporada 1991/1992, el estadio acogió el partido de 1/16 de final de la Recopa de Europa de fútbol. El FC Stahl Eisenhüttenstadt jugó contra el Galatasaray SK turco de Estambul y el partido atrajo a casi 3.500 aficionados.